# SH006
AQUOS SHOT SH006（あくおす しょっと えすえいちぜろぜろろく）は、シャープが日本国内向けに開発した、auブランドを展開するKDDIおよび沖縄セルラー電話のCDMA 1X WIN対応携帯電話である。

## 特徴
- AQUOS SHOT SH003を元に無線LAN（Wi-Fi WIN）を搭載したフラグシップ機で、公衆無線LANや自宅の無線LANアクセスポイント経由でインターネットを利用する事ができる[4]。
- また、タッチパネルも大幅に改良された。
  - EZwebおよびPCサイトビューアー使用時に、スクロールした方向にいままでのsuのタッチパネル携帯とは逆方向にスクロールする(iPodなどのスクロールと同じしくみ)。
  - サブメニューの呼び出しやサブメニュー内の項目の選択が可能となった。
- EZwebにおいて、サブメニューの巨大化。
- なお、この機種は出荷数が意外と少なく、多くの店舗では、わずか3ヶ月足らずで店頭から姿を消し、早期に販売終了となった。

## 沿革
- 2009年10月19日 - KDDI、およびシャープより公式発表。
- 2010年3月5日 - 北陸、関西、中国、四国、九州、沖縄地区にて発売。
- 2010年3月6日 - 上記以外の残りの地区にて発売。
- 2010年5月 - 販売終了。
- 2014年6月30日 - Wi-Fi WINのサービス終了[5]。

## SH003との相違点
- 無線LAN（Wi-Fi WIN）の搭載
- 通常Eメール作成画面とデコレーションメール作成画面を統合
- Eメールに添付されたファイルの保存設定を追加
- 本体裏面にカメラグリップを装備
- サブ画面をLEDから有機EL（1.4インチ）に変更
- オープンアプリプレイヤーを割愛（省略）
- タッチパネルのON/OFF設定を追加
- タッチパネル操作に対応したEZwebおよびPCサイトビューアーの搭載
- 画面メモの保存件数の拡大（既存のau端末の最大20件（150Kバイト）よりも増え、最大100件（800Kバイト）まで保存可能）
- カメラに「振り向きシャッター」機能を追加（タッチパネル対応）
- 「お出かけ転送」に対応（一部のソニー製Blu-ray Discレコーダーで録画した番組を本機に転送できる機能）[6]

## 主な機能・サービス
- FMトランスミッター
- AQUOS Blu-rayレコーダー連携機能

| 主な対応サービス                                                                      | 主な対応サービス                                | 主な対応サービス                                                                 | 主な対応サービス                                                                                  |
| ------------------------------------------------------------------------------------- | ----------------------------------------------- | -------------------------------------------------------------------------------- | ------------------------------------------------------------------------------------------------- |
| LISMO! (着うたフル/着うたフルプラス) (LISMOビデオクリップ) (LISMO Video) (LISMO Book) | EZケータイアレンジ                              | バーコードリーダー&メーカー                                                      | PCサイトビューアー                                                                                |
| au BOX                                                                                | ワイヤレスミュージック (カーナビ×LISMO! 対応)   | au Smart Sports Run & Walk Karada Manager ゴルフ フイットネス カロリーカウンター | EZナビウォーク                                                                                    |
| EZ助手席ナビ                                                                          | 安心ナビ                                        | 災害時ナビ                                                                       | ナカチェン                                                                                        |
| EZアプリ FullGame! Bluetooth対戦                                                      | EZアプリ(BREW)                                  | オープンアプリプレイヤー                                                         | PCドキュメントビューアー                                                                          |
| アレンジメニュー                                                                      | マルチプレイウィンドウ クイックアクセスメニュー | じぶん銀行アプリ                                                                 | EZ・FM                                                                                            |
| EZチャンネル EZチャンネルプラス EZニュースフラッシュ EZニュースEX                     | Bluetooth                                       | Touch Message                                                                    | EZFeliCa                                                                                          |
| ケータイ de PCメール                                                                  | デコレーションメール                            | デコレーションアニメ                                                             | au one メール                                                                                     |
| 緊急通報位置通知                                                                      | ワンセグ                                        | グローバルパスポート (CDMA)                                                      | 赤外線通信 (IrSimple) 無線LAN機能 (Wi-Fi WIN) auフェムトセル (別途、ケータイアップデートにて対応) |

## 不具合および新機能の追加
- 2010年6月15日に不具合の修正、および新機能の追加がケータイアップデートにより行われた。[9]
  - 加速度センサー利用のアプリで左右の動作が正しく認識されない場合がある。
  - 稀に電源投入が出来なくなる場合がある。[10][11]
  - 宅内用小型基地局「auフェムトセル」に対応した。

## 注
1. ↑  ニュースリリース「KDDI株式会社向け＜AQUOS SHOT SH006＞の納入を開始」 - シャープ（2010年3月4日）
2. ↑  最厚部21mm
3. ↑  Wi-Fi WINの自動接続設定OFF時
4. ↑  なお、先行採用された同キャリア向けのbiblioの場合、FREESPOTを除く公衆無線LANサービスへのログインはサポート外となる。
5. ↑  〈お知らせ〉 「Wi-Fi WIN」のサービス終了について - KDDI 2013年10月18日
6. ↑  ブルーレイディスクレコーダー録画番組転送
7. ↑  ただし、この機能を使用する場合、Bluetoothに対応した2009年モデル以降の一部のトヨタ純正カーナビ（2009年モデルでの例・NHZA-W59G、NSDT-W59）が必要となる。
8. ↑  2画面同時表示には非対応
9. ↑  au携帯電話「SH006」の「ケータイアップデート」についてのお知らせ KDDI 2010年6月15日
10. ↑  事象が発生しても、データが毀損したり、消失したりする事はない。
11. ↑  事象が発生した場合は、auショップ、PiPit (一部店舗を除く) にて預かり後、修理となる。